# Simó Salvador
Simó Salvador. La Selva del Campo, 1369 - Roma, 1445, fue obispo de Barcelona y diplomático.
Realizó la carrera eclesiástica e hizo el doctorado en derecho por la Universidad de Bolonia. En 1395 entró al servicio del papa Benedicto XIII en Aviñón. Entre los años 1397 y 1408 fue embajador del papa en Roma cuatro veces, mirando de concertar una entrevista con el papa de Roma, sin éxito.
Durante el sitio de los franceses en Aviñón (1398-1399) estuvo en la ciudad y después de 1403 huyó a Castellrenard. Durante la residencia en Perpiñán, sobre todo en el concilio del año 1408, continuó sus gestiones pacificadores y en pro de la unión de las dos ramas, hasta el año 1412, que fue a entrevistarse con Benedicto XIII en Peñíscola. Intentó que Benedicto consintiera en pactar para poner fin al cisma de Occidente y después de obtener la promesa de protección personal del rey Alfonso IV, dejó la causa del Papa Luna.
Enseguida fue nombrado rector de Montblanch, canónigo de Lérida y arcediano de Valencia, puso sus conocimientos diplomáticos al servicio del rey, del que fue embajador en Roma, en Sicilia y en Cerdeña. Entre sus éxitos cabe señalar en 1429 la abdicación de Gil Sánchez Muñoz, que había sucedido a Benedicto XIII con el nombre de Clemente VIII. Fue nombrado obispo de Barcelona en 1433, pero continuó su papel de diplomático en las cortes de Monzón (1335) y sobre todo en las cortes de Tortosa (1442), en donde respondió al discurso de la reina María.
Hizo construir la capilla de la Transfiguración en la catedral de Barcelona encargando su retablo a Bernat Martorell, y murió en Roma en 1445.